# Соколов, Дмитрий Анатольевич
Дмитрий Анатольевич Соколов (род. 19 марта 1988, Ижевск) — российский профессиональный велогонщик, выступал за команды Lokosphinx и Katyusha Continental категории UCI Continental Team. В 2016 году участвовал в командной гонке преследования на Чемпионате мира по трековому велоспорту.

## Достижения
2005
 1-й Чемпионат Европы — индивидуальная гонка U19
8-й Чемпионате мира — индивидуальная гонка U19
2006
 1-й Чемпионат Европы — индивидуальная гонка U19
4-й Чемпионате мира — индивидуальная гонка U19
2007
7-й Чемпионат Европы — индивидуальная гонка U19
2008
4-й Чемпионат Европы — индивидуальная гонка U19
2011
3-й Чемпионат России — индивидуальная гонка
10-й этап на Дружба народов Северного Кавказа
2012
2-й Чемпионат России — индивидуальная гонка
2016
10-й на Классика Примавера
2018
Тур Ирана
Генеральная классификация
2-й этап

## Рейтинги
| Год                 | 2010   | 2011  | 2012  | 2013   | 2014  | 2015   | 2016   | 2017   | 2018   | 2019 | 2020   |
| ------------------- | ------ | ----- | ----- | ------ | ----- | ------ | ------ | ------ | ------ | ---- | ------ |
| Мировой рейтинг UCI |        |       |       |        |       |        | 1662-й | 2668-й | 428-й  | -    | 1553-й |
| Европейский тур UCI | 1186-й | 988-й | 537-й | 1152-й | 941-й | 1013-й | 1109-й | 1788-й | 1026-й | -    | 1157-й |
| Азиатский тур UCI   | -      | -     | -     | -      | -     | -      | -      | -      | 29-й   |      |        |
|                     |        |       |       |        |       |        |        |        |        |      |        |
| Источник: UCI       |        |       |       |        |       |        |        |        |        |      |        |